# Životice u Nového Jičína

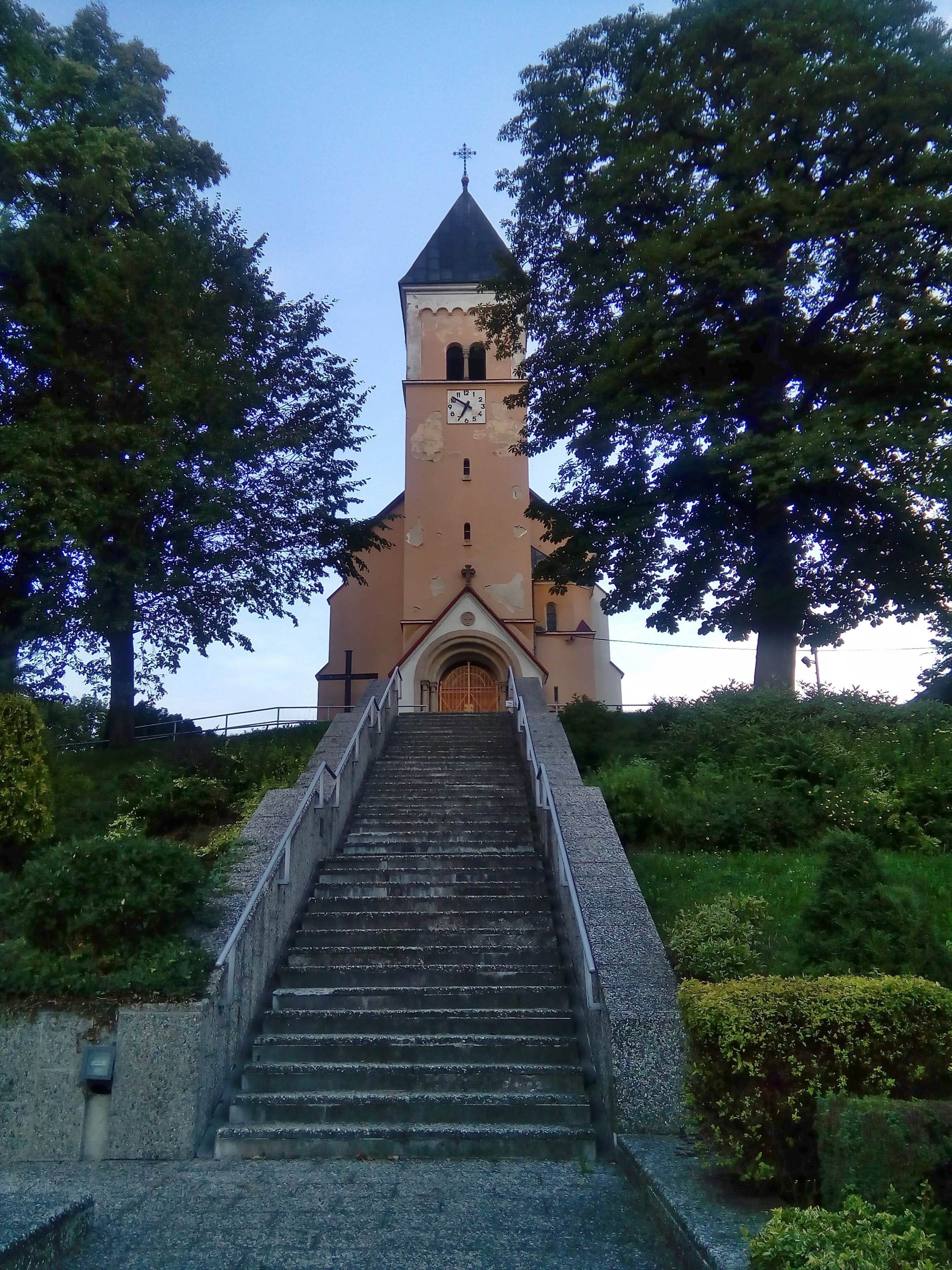
Kirche Johannes des Täufers

Životice u Nového Jičína, bis 1993 Životice (deutsch Seitendorf) ist eine Gemeinde in Tschechien. Sie liegt fünf Kilometer südöstlich von Nový Jičín und gehört zum Okres Nový Jičín.

## Geographie
Životice u Nového Jičína erstreckt sich in der Štramberská vrchovina (Stramberger Bergland) auf einer Länge von drei Kilometern beiderseits des Flüsschens Jičínka  (Titsch).  Nordöstlich erhebt sich die Jedle (Tannenberg, 544 m n.m.), im Osten die Hlásnice (558 m n.m.), südöstlich der Štramberčík (498 m n.m.), im Süden der Mořkovský vrch (Murker Berg, 427 m n.m.) sowie nordwestlich der Hýlovec (Großer Gimpelberg; 437 m n.m.). Das Dorf liegt auf dem Gebiet des Naturparks Podbeskydí.
Nachbarorte sind Rybí im Norden, Libotínské Paseky im Nordosten, Ženklava im Osten, Veřovice im Südosten, Mořkov im Süden, Hodslavice im Südwesten sowie Bludovice und Žilina im Nordwesten.

## Geschichte
Das Dorf wurde während des Landesausbaus als typisches Waldhufendorf angelegt und nach seinem Lokator Žibota benannt. Die erste schriftliche Erwähnung von Životice erfolgte im Jahre 1399. Seit 1411 ist das Dorf unter den Gütern der Burg Stralenberg nachweislich; als Latzek (I.) von Krawarn auf Helfenstein in jenem Jahr seine Stralenberger Untertanen von Heimfall befreite, ist Ziboticz unter den zur Burg gehörigen 16 Dörfern aufgeführt. Um 1430 erwarben die Herren von Cimburg die Herrschaft. 1437 verkauften die Testamentsvollstrecker des Ctibor von Cimburg und Křídlo auf Alttitschein dessen gesamte Güter an Wilhelm Puklitz von Posoritz. Die Raubritter Puklitz von Posoritz veräußerten die Herrschaft später an Heinrich von Boskowicz und Czernahor. 1478 verkauften dessen Söhne Tobias und Benedikt von Boskowicz und Czernahor die Herrschaft Stramberg mit dem Städtchen Stramberg sowie elf Dörfern, darunter Ziboticze, an Benedikt von Hustopetsch. 1451 erfolgte der Bau einer hölzernen Kirche, am 9. August 1488 erfolgte die Weihe. 1516 wurde erstmals eine Vogtei in Ziboticze erwähnt. Im Jahre 1523 kaufte sich Ziboticze als erste Dorf in Mähren vom Robot frei. Benedikts Sohn Latzek von Hustopetsch veräußerte die Herrschaft 1531 an Bernard von Zierotin auf Fulnek, der sie im Jahr darauf seinem Neffen Viktorin vererbte. Nach dem Tod des Viktorin von Zierotin teilten sich dessen beide Söhne im Jahre 1533 das Erbe; Wilhelm erhielt Alttitschein, seinem Bruder Friedrich fiel Neutitschein mit der Burg und dem Städtchen Stramberg sowie Zibotitz und weiteren zehn Dörfern zu. Seit 1537 bestand eine Pfarrei in Zibotitz. Östlich – am Sattel zwischen Jedle und Hlásnice – befand sich zu dieser Zeit das Dorf Zdislavice, das wahrscheinlich durch eine Katastrophe erlosch. 1558 kaufte sich die Stadt Neutitschein aus der Untertänigkeit frei und erwarb zudem auch Stramberg und die elf Dörfer. Zwei Jahre später wurde die Pfarrei Zibotitz protestantisch. Nach der Schlacht am Weißen Berg konfiszierte König Ferdinand II. 1621 die Stadt Neutitschein mit ihren Gütern und verlieh die Herrschaft 1624 der Olmützer Jesuitenstiftung. Zugleich wurden die Bewohner von Zibotitz wieder robotpflichtig. Die Pfarrei erlosch in dieser Zeit. Die Jesuiten ließen das während des Dreißigjährigen Krieges verödete Dorf mit deutschen Kolonisten wiederbesiedeln, wodurch der Ort im 17. Jahrhundert deutschsprachig wurde und den deutschen Namen Seitendorf erhielt. Im Jahre 1689 wurde wieder eine Pfarrei eingerichtet, eingepfarrt waren Wernsdorf, Murk, Hotzendorf und Hostaschowitz. Zu Beginn des 18. Jahrhunderts hatte in den Wäldern bei Seitendorf der Räuberhauptmann Gajdušek seinen Unterschlupf. Auch nachdem dieser 1719 zusammen mit einigen seiner Leute hingerichtet worden war, blieben die Wälder um Seitendorf bis zur 1736 erfolgten gänzlichen Aushebung der Bande ein Räubernest. 1715 brach die Pest aus. In den Jahren 1705, 1742, 1760 und 1779 verursachten Hochwasser der Titsch starke Schäden. Beim Hochwasser von 1760 wurde auch das Schulhaus fortgerissen. Nach der Aufhebung des Jesuitenordens wurde die Herrschaft Neutitschein 1781 ohne die Stadt Neutitschein, die 1775 wieder aus der Untertänigkeit befreit wurden war, der Theresianischen Ritterakademie in Wien übereignet. Im Jahre 1821 ließ die Ritterakademie ein neues Schulhaus in Seitendorf errichten.
Im Jahre 1835 bestand das im Prerauer Kreis an der von Neutitschein nach Wallachisch Meseritsch führenden Handelsstraße gelegene Dorf Seitendorf bzw. Ziwotice aus 101 Häusern, in denen 621 Personen, darunter fünf Protestanten, lebten. Haupterwerbsquelle bildete die Landwirtschaft. Unter herrschaftlichem Patronat standen die Pfarrkirche Johannes des Täufers und die Schule. Außerdem wurde an der Titsch eine Mühle betrieben. Seitendorf war Pfarrort für Murk, Hostaschowitz und Hotzendorf. Bis zur Mitte des 19. Jahrhunderts blieb Seitendorf der Herrschaft Neu-Titschein untertänig.
Nach der Aufhebung der Patrimonialherrschaften bildete Seitendorf / Životice ab 1849 eine Gemeinde im Gerichtsbezirk Neutitschein. Ab 1869 gehörte Seitendorf zum Bezirk Neutitschein. Zu dieser Zeit hatte das Dorf 722 Einwohner und bestand aus 108 Häusern. 1898 wurden auf dem Gut des Dorfrichters bei einer alten Linde ein Schatz von 92 ungarischen Golddukaten aus dem 15. und 16. Jahrhundert ausgegraben; der Richter ließ den Fund unter armen Familien aufteilen. Am 14. November 1898 brannte die Kirche nieder. Dabei gingen auch die ältesten bekannten Turmkopfschriften des Kuhländchens aus den Jahren 1647, 1662, 1698 und 1715, die von historischen Ereignissen berichteten, verloren. Gerettet werden konnte der spätgotische Schreinaltar aus dem Jahre 1482, er befindet sich heute in der Mährischen Galerie in Brünn. 1902 wurde die neue steinerne Kirche geweiht. Im Jahre 1900 lebten in Seitendorf 835 Personen; 1910 waren es 857, darunter 74 Tschechen. Nach der Gründung der Tschechoslowakei wurde 1919 neben der deutschen Trivialschule noch eine tschechische Minderheitenschule eröffnet. Das überwiegend deutschsprachige Dorf lag an der Sprachgrenze und war – mit Ausnahme von Blauendorf und Söhle – von mährischsprachigen Ortschaften umgeben. Im Jahre 1930 bestand Seitendorf aus 138 Häusern und hatte 837 Einwohner. Nach dem Münchner Abkommen wurde das überwiegend deutschsprachige Dorf 1938 dem Deutschen Reich zugeschlagen. 1939 lebten in der Gemeinde 899 Personen, darunter 120 Tschechen. Bis 1945 gehörte Seitendorf  zum Landkreis Neu Titschein. Nach dem Ende des Zweiten Weltkrieges kam das Dorf zur Tschechoslowakei zurück, bis 1946 wurden die meisten deutschen Bewohner vertrieben. Im Jahre 1950 hatte Životice 577 Einwohner.
Zum 1. Januar 1975 wurde Životice nach Nový Jičín eingemeindet.  Am 1. Januar 1993 löste sich Životice wieder von Nový Jičín los und bildete die Gemeinde Životice u Nového Jičína. Seit 1998 führt die Gemeinde ein Wappen und Banner. Beim Zensus von 2001 lebten in den 177 Häusern von Životice u Nového Jičína 561 Personen.

## Sehenswürdigkeiten
- Kirche Johannes des Täufers, errichtet 1902 an der Stelle der 1898 niedergebrannten Holzkirche
- Statue des hl. Johannes von Nepomuk, geschaffen 1716 zur Erinnerung an den Pestausbruch von 1715